# ACCESS Systems
ACCESS Systems（アクセス・システムズ）は、PDA用のオペレーティングシステム (OS) であるGarnet OSを開発し、Palmおよび互換機のメーカーにそのOSのライセンスを供与している会社。正式な社名はACCESS Systems Americas, Inc.（アクセス・システムズ・アメリカ）。
かつてはPalmデバイスを最初に生み出したPalm Computing (Palm, Inc.) が一社でハードウェアとソフトウェアの両方を生産していたが、2003年にOS事業を分社化、PalmSourceとした。
その後、2005年に、日本のソフトウェア会社ACCESSに買収され、2006年10月12日に現在の社名に変更した。
現在は、スマートフォンおよびモバイル端末向けの新 Linux ベース プラットフォーム (ALP：Access Linux Platform) を開発する。
2001年に米Beから購入したBeOSを所有する。

## 沿革
- 2003年 - Palm Computingの分社化によりOS事業会社としてPalmSource設立。
- 2005年 - ACCESSにより買収。
- 2006年10月12日 - ACCESS Systemsに社名を変更。

## 関連記事
- LiMo Foundation
- Android OS